# Amarginops
Genre
Amarginops est un genre de poissons Siluriformes de la famille des Claroteidae.

## Systématique
Le genre Amarginops a été créé en 1917 par John Treadwell Nichols & Ludlow Griscom avec, pour espèce type Amarginops platus.

## Liste d'espèces
Selon World Register of Marine Species (30 mai 2021) :
- Amarginops platus Nichols & Griscom, 1917 - espèce type

Selon ITIS (30 mai 2021) :
- Amarginops ansorgii  (Boulenger, 1910)
- Amarginops bocagii  (Boulenger, 1910)
- Amarginops habereri  (Steindachner, 1912)
- Amarginops hildae  (Bell-Cross, 1973)
- Amarginops mabusi  (Boulenger, 1905)
- Amarginops macropterus  (Boulenger, 1920)
- Amarginops ornatus  (Boulenger, 1902)
- Amarginops persimilis  (Günther, 1899)
- Amarginops platus  Nichols & Griscom, 1917
- Amarginops punctatus  (Boulenger, 1899)
- Amarginops stappersii  (Boulenger, 1917)
- Amarginops thonneri  (Steindachner, 1912)

## Publication originale
- (en) John T. Nichols, Ludlow Griscom, Herbert Lang et James Paul Chapin, « Fresh-water fishes of the Congo Basin obtained by the American Museum Congo Expedition, 1909-1915 », Bulletin of the American Museum of Natural History, New York, Musée américain d'histoire naturelle, vol. 37, no 25,‎ 1917, p. 653-756 (ISSN 0003-0090 et 1937-3546, OCLC 1287364, lire en ligne).